# Rea (Missouri)
Pour les articles homonymes, voir Rea.
Rea est une ville du comté d'Andrew, dans le Missouri, aux États-Unis,. Située au nord du comté, elle est incorporée en 1914.

## Démographie
Lors du recensement de 2010, le village comptait une population de 50 habitants. Elle est estimée, en 2016, à 50 habitants.

## Source de la traduction
- (en) Cet article est partiellement ou en totalité issu de l’article de Wikipédia en anglais intitulé « Rea, Missouri » (voir la liste des auteurs).